# Distrikt Huarochirí
Der Distrikt Huarochirí liegt in der Provinz Huarochirí in der Region Lima im zentralen Westen von Peru. Der Distrikt besitzt eine Fläche von 240 km². Beim Zensus 2017 wurden 1412 Einwohner gezählt. Im Jahr 1993 lag die Einwohnerzahl bei 2045, im Jahr 2007 bei 1590. Sitz der Distriktverwaltung ist die 3146 m hoch gelegene Ortschaft Huarochirí mit 1214 Einwohnern (Stand 2017). Huarochirí befindet sich knapp 37 km südsüdöstlich der Provinzhauptstadt Matucana.

## Geographische Lage
Der Distrikt Huarochirí befindet sich in der peruanischen Westkordillere südostzentral in der Provinz Huarochirí. Er erstreckt sich entlang des Westufers des nach Süden strömenden Oberlaufs des Río Mala. Im Südwesten umfasst der Distrikt das Quellgebiet des Río Canchahuara. Entlang der nordwestlichen Distriktgrenze verläuft ein Gebirgskamm mit Höhen von über 5000 m.
Der Distrikt Huarochirí grenzt im äußersten Südwesten an den Distrikt Mariatana, im Westen an die Distrikte Langa und Lahuaytambo, im Nordwesten an den Distrikt San Damián, im äußersten Norden an den Distrikt San Mateo, im Osten an die Distrikte San Juan de Tantaranche, Santiago de Anchucaya, San Pedro de Huancayre und San Lorenzo de Quinti sowie im Süden an den Distrikt Sangallaya.